# Ulrich Gaudenz Müller

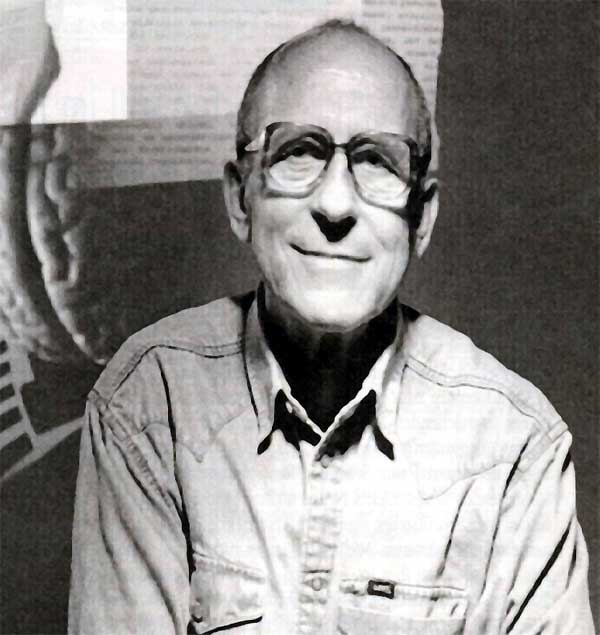
Ulrich Gaudenz Müller

Ulrich Gaudenz Müller (* 18. Oktober 1922 in Winterthur; † April 2005 in Zürich-Höngg) war ein Schweizer Pionier der Computerlinguistik. Gemeinsam mit dem Germanisten und Computerlinguisten Raimund Drewek gelang ihm bereits 1981 bis 1999 die Entwicklung eines Systems zur Textgenerierung, genannt SARA (Satz-Random-Generator).

## Leben
Nach dem Besuch der Primar- und der Kantonsschule (Gymnasium), der 1941 abgelegten Maturität (Abitur) an der Kantonsschule Winterthur, nahm er ein Medizinstudium in Zürich und Genf auf. 1947 legte Gaudenz das Eidgenössische Staatsexamen in Zürich ab und arbeitete anschliessend als Assistenzarzt mit Ausbildung in Psychiatrie, Chirurgie und Frauenheilkunde. Die Dissertation bei Manfred Bleuler, Psychiatrische Universitätsklinik Zürich von 1950 lautet Gesunde Familien Schizophrener im Rorschach-Versuch. Seit 1954 betrieb er eine eigene Praxis in Zürich(-Altstetten) als Spezialarzt FMH für Gynäkologie und Geburtshilfe. 1973 begann er ein Ägyptologiestudium an der Universität Zürich bei Peter Kaplony, Nebenfach Urgeschichte (E. Vogt, M. Primas). An Ostern 1975 kam ein erster Kontakt mit Raimund Drewek (Computerlinguist am Deutschen Seminar der Universität Zürich) zustande und seit diesem Jahr bis etwa 1981 besuchte Gaudenz Lehrveranstaltungen zur Sprachdatenverarbeitung und Computerlinguistik zusammen mit Guido Würth. 1977 nach dem Lizentiat (Magister) der philosophischen Fakultät der Universität Zürich, arbeitete er an Visualisierungsmethoden für numerische Merkmalsdarstellung („Chernoff Plot“) zusammen mit Guido Würth.
1982 erfolgte die Promotion zum Dr. phil. in Ägyptologie mit einer Computerlinguistischen Studie zu 315 altägyptischen Göttersprüchen. Von 1981 bis 1999 war er an der Entwicklung eines Systems zur Textgenerierung „Sara“ am Rechenzentrum der Universität Zürich tätig. 1996 lernte er Bernd Josef Bartolome kennen und arbeitete intensiv mit ihm zusammen. Im Februar 1998 zog er sich wegen des Todes seiner Ehefrau ins Privatleben zurück. Mehrere Schlaganfälle mit Lähmungsfolge beendeten sein aktives Berufsleben. Er verstarb 2005 im April in Zürich-Höngg nach schwerer Krankheit.

## SARA
SARA, ein Programm, das im Rechenzentrum der Universität Zürich installiert wurde, produziert dem Vokabular thematischer Kleinlexika grammatikalisch verstehbare Zufallssätze.